# 東京日商エステム
株式会社東京日商エステム（ TOKYO NISSHO ESTEM Co.,Ltd ）は、東京都港区に本社を置くマンション販売会社である。
不動産会社である日商エステムのグループ企業。2004年11月に設立。

## 支社
- 横浜支社 - 神奈川県横浜市中区本町6-50-1 横浜アイランドタワー17階
同市西区みなとみらいの横浜シンフォステージに今後移転予定[2]。

## 加盟団体
- 一般社団法人 全国住宅産業協会
- 首都圏中高層住宅協会会員
- 公益社団法人 首都圏不動産公正取引協議会
- 一般社団法人 新しい都市環境を考える会会員